# Mario Velarde
Mario Velarde (29 marzo 1940 – 19 agosto 1997) è stato un allenatore di calcio e calciatore messicano, di ruolo centrocampista.

## Carriera
Con la Nazionale messicana ha preso parte ai Mondiali 1970.